# Il giardino del mago
Il giardino del mago è un brano musicale scritto da Francesco Di Giacomo e da Vittorio Nocenzi, autore anche della musica. 
Il brano è una suite divisa in quattro episodi:
- ...passo dopo passo...
- ...chi ride e chi geme...
- ...coi capelli sciolti al vento...
- Compenetrazione

È annoverata tra le più belle suites del rock progressive italiano, quasi 20 minuti di poesia e sogno, quello per un pensiero diverso, realmente rivoluzionario.

## Storia e contenuto
(Francesco Di Giacomo)
.
Il giardino del mago è un testo dai possibili, molteplici significati. Le metafore instillano tanti dubbi e poche certezze, ma stimolano l'immaginazione. 
Di argomento fantastico, il testo racconta la storia di un uomo che fugge dal mondo e si rifugia, rimanendovi intrappolato, nel giardino di un ipotetico mago potentissimo, dove le leggi umane non vigono più. Il protagonista si smarrisce nel sogno e non tornerà mai più alla realtà dominata da ingiustizie sociali.
Musicalmente la suite riassume il meglio di quanto già espresso dal genere in Italia, ma con qualcosa in più: al prog rock di eccelsa qualità si somma il gusto per la melodia di stampo italiano (tra il classico e l’operistico), questo grazie alla voce di Di Giacomo e all’educazione musicale dei fratelli Nocenzi.

## Formazione
Gruppo
- Francesco Di Giacomo - voce
- Vittorio Nocenzi - organo Hammond, clarino, voce
- Gianni Nocenzi - pianoforte, clarinetto piccolo mib, voce
- Marcello Todaro - chitarra elettrica, chitarra acustica, voce
- Renato D'Angelo - basso
- Pierluigi Calderoni - batteria